# Plocoscelus arthriticus
Plocoscelus arthriticus är en tvåvingeart som först beskrevs av Christian Rudolph Wilhelm Wiedemann 1830.  Plocoscelus arthriticus ingår i släktet Plocoscelus och familjen skridflugor. Inga underarter finns listade i Catalogue of Life.